# 謀落部
谋落部（Bulaq）是一支主要见于阿拉伯语文献的突厥语族群，来自罗布泊地区。他们是阿尔泰山葛逻禄的核心部分，许多人迁徙到了南乌拉尔山脉，与伏尔加保加尔人和马扎尔人为邻。最后，他们在16世纪末被俄罗斯沙皇国征服，也是最后的记录所见。
有一种假设认为，有许多人与保加尔人一起定居在了巴尔干半岛和喀尔巴阡盆地。鲁不鲁乞、Anonymus及Simon of Kéza等中世纪学者都提到过这个名字的民族。

## 词源
根据麻赫穆德·喀什噶里的词典，其族群名Bulaq意为“宽背马”。
Károly Czeglédy和李盖蒂认为其对应汉语资料中的“謀落”或“謀剌”部（上古汉语 miə̯u-lâk 中古汉语 bu-lâk>阿拉伯语 bulaq）。Omeljan Pritsak在没有参考他们著作的情况下，也得出了同样的结论。正如Gyula Németh指出的那样，mi̯əu-lôk或miə̯u-lâk ~ bulaq在词源上与马的颜色有关，马的颜色是常见的游牧部落名称来源。
Dezső Pais指出，该名称源于突厥语balxu（bal“片”+-ku/-xu后缀），意为“分支/部分”。斯拉夫人称之为blach （单数）、blasi （复数）。突厥学家László Rásonyi驳斥了这一说法，并指出在一些突厥语和蒙古语中，Bulaq意为“杂色白马”，察合台语中指“白腿马”。

## 历史

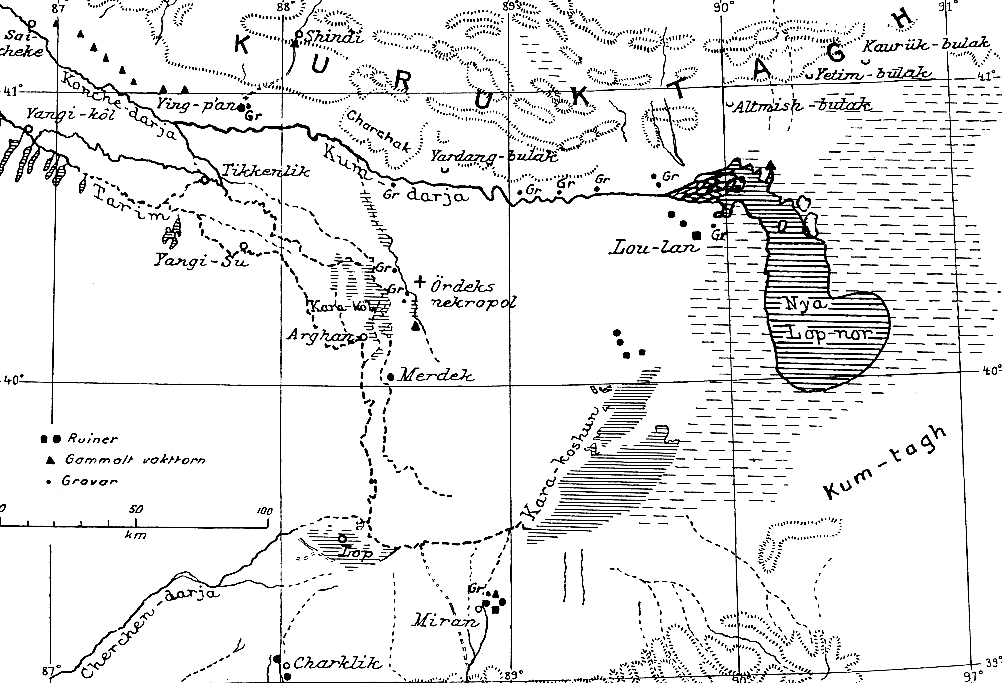
罗布泊地图，Folke Bergman

该民族形成于罗布泊地区，约在东汉时因沙漠化迁走。中国和阿拉伯手稿中都提到了葛逻禄各部名称。根据中国史料，谋落部是阿尔泰山脉葛逻禄的3个核心部落之一，是650年唐与西突厥之战中西突厥军之一。657年，唐朝设阴山都督府（Ildikó Ecsedy认为在塔尔巴哈台山北坡）。另两支部落也单独设县，首领被任为县长。690年代到718年，这三部与后突厥或唐朝结盟，718年都被毗伽可汗征服，唐朝扶持的首领被取代。6世纪中叶到7世纪中叶，葛逻禄部落根据叶护国的政治倾向在蒙古高原、阿尔泰山脉及其南、西迁徙，766年占据了碎叶城和塔拉兹，在这两个城市周围形成了葛逻禄叶护国（756–940）和喀喇汗国（840–1212）。
后来的阿拉伯语资料，如马尔瓦齐（al-Marwazi）描述了包括谋落部Bulaq（bdw, bwâwî）在内的9部联盟，《世界境域志》指出blâq是样磨的组成部分之一，并“与九姓乌古斯混合”，而麻赫穆德·喀什噶里则在《突厥语大辞典》（11世纪）列出的突厥部落中提到了Bulaq和Elke/Älkä Bulaq。据他所说，Bulaq人曾经是钦察人的俘虏，后来重新获得了独立，因此又被称为以前的名字。据Rásonyi所说，名称应写作Ärkä Bulaq。
据Lajos Tardy的说法，Johannes de Galonifontibus大主教1404年提到的Ivlach、Ivlat指的是鲁不鲁乞的记载，István Ferenczi将其与谋落联系起来。Ferenczi认为，卡法的奴隶贸易记录也表明“Ivlach”一词指的是谋落人及Aulâq人，阿布勒哈兹·巴哈杜尔提到他们和俄罗斯人、马扎尔人和巴什基尔人是一类。制图师约翰·舍纳 (1523)和Pierre Desceliers (1553)将Blaci人置于里海之北。Rásonyi根据中世纪传教士的记载，将大Blacia、大保加利亚和大匈牙利置于巴什科尔托斯坦旁。谋落人最后一次被提及是在1592年俄罗斯征服后不久，生活在现代托木斯克州，在巴什基尔人和乌拉尔山脉以东。

## 与弗拉赫人的混淆

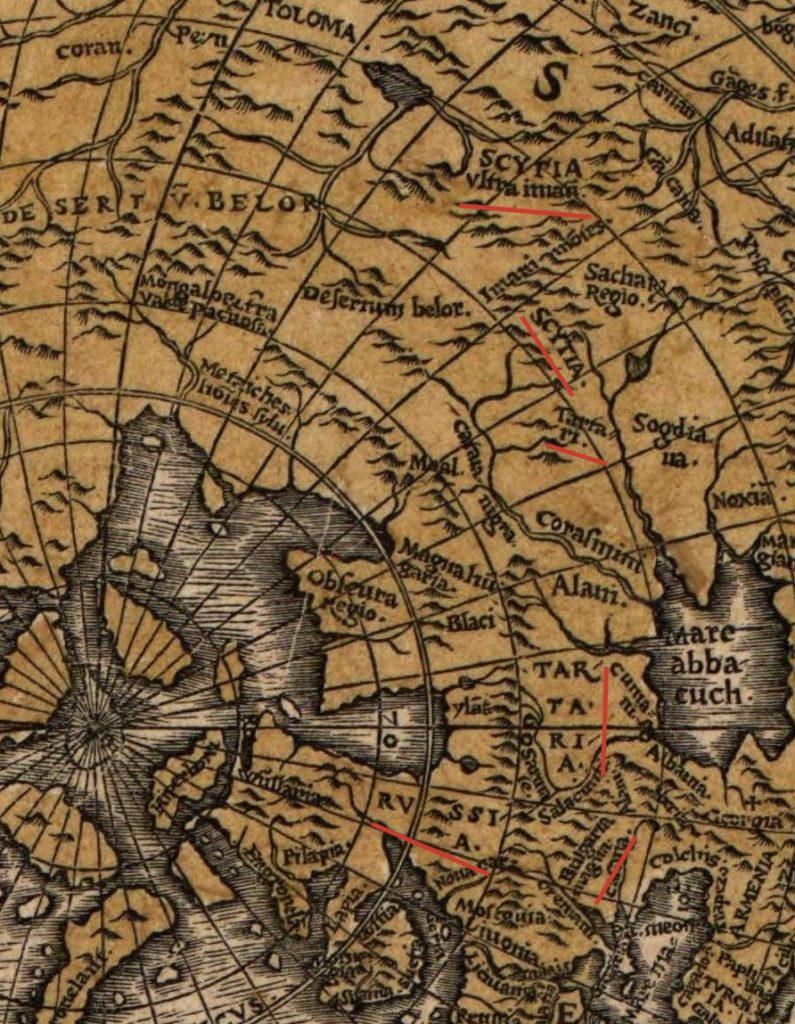
大匈牙利旁的“Blaci ”人，Oroncé Finé《现代版完整全世界地图》（1531）

根据鲁不鲁乞和罗吉尔·培根的记载，在匈人迁徙到欧洲的过程中“还出现了Blac人、保加尔人和汪达尔人。保加尔人就来自大保加利亚，定居在君士坦丁堡附近的多瑙河外。在Pascatir（大匈牙利，即乌拉尔山脉和伏尔加河之间）附近有Iliac人（来自大Blachia的Blachi人，定居在君士坦丁堡、保加利亚和小匈牙利之间的Assani），与Blac相同，但鞑靼人不会发B音，阿森王朝的人就是从他们那来的。他们把两者都称为Ilia人。”

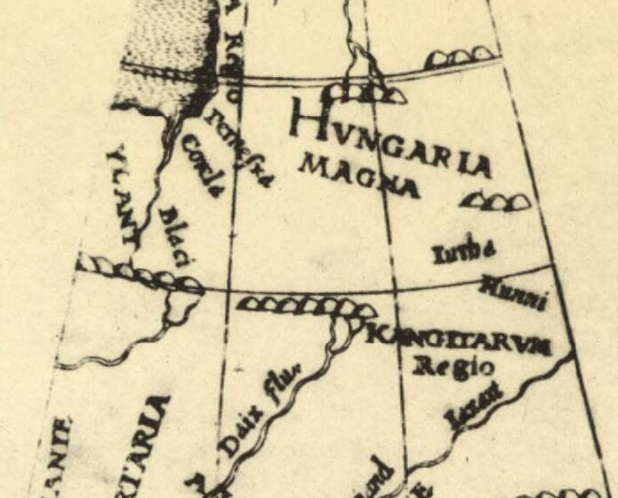
大匈牙利旁有“Blaci”人，约翰·舍那地球仪 (1523/24)

Kéza的西蒙在《匈奴与匈牙利史》（Gesta Hunnorum et Hungarorum） 中提到，塞凯伊人与弗拉赫人混居，并采用了他们的字母，古匈牙利字母 (Rovás)其他学者注意到西蒙确实区分了Ulahis（弗拉赫人）和Blacki人，并将后者与Bulaq人建立联系。另外，语言学家认为古匈牙利字母与突厥字母有关。Johannes de Thurocz在《匈牙利编年史》（Chronica Hungarorum，1488）中称塞凯伊人所用的字母为“斯基泰字母”。著名匈牙利语言学家Gyula Németh在《A magyar rovásírás》中指出，塔拉斯河发现的文字显示出密切的相似性。
安德烈二世的一份谕旨和英诺森三世的一封信（均在1222）都提到了位于奥尔特河和喀尔巴阡山脉之间的“Blac人之地”（Terra Blacorum）。次年，另一份谕旨“赦免Blac人”（exempta de Blaccis）将这片地区的一部分赠送给了熙笃会骑士团。该文件提供了该领土的详细情况，但没有提到罗马尼亚语地名。中世纪冰岛史学家斯諾里·斯蒂德呂松在撰写阿历克塞一世对佩切涅格人的战役时，在1122年提及了，Pritsak认为他们可能和库曼人有关，而Ervin Láczay则认为斯蒂德呂松指的是“Blac人和佩切涅格人的森林”（silvam Blacorum et Bissenorum），特兰西瓦尼亚萨克森人于1224年获准进入这片森林。哥得兰岛的一块瓦兰吉亚语石碑上，也提到了人。
第一个将他们区分开来的史学家是László Réthy（Anonymus az erdélyi oláhokról, 1880）。在分析了数十篇中世纪弗拉赫人记录（例如安娜·科穆宁娜《一般称为弗拉赫人的游牧民族》）后总结道：“弗拉赫”不仅用于指罗马尼亚人，也用于指代所有迁徙人口，包括保加利亚人，与blachii和聂斯特所指的Влахом有关。Géza Nagy继续他的理论，认为保加利亚人可能的早期名称alogo（“伟大”，参见阿洛戈博图尔）被文献记载者混淆了。法国汉学家伯希和也试图证明马可波罗、鲁不鲁乞和罗吉尔·培根所记录的Illac、Lac、Ulac (Vlach)并不相同。
无名氏在关于Blac人的记载中写道：“这片土地上的居民看到他们的领主死后，自愿将自己交给了领主Tuhutum，Horca之父，在那个被称为Esculeu的地方，他们用誓言确信了他们的承诺……”符合突厥人的习俗，但弗拉赫人不可能做到。
考古发现证实了对特兰西瓦尼亚河名的分析，10世纪在特兰西瓦尼亚定居的匈牙利人在东南部的Küküllő和奥尔特河附近遇到了一小部分突厥人。László Rásonyi在对特兰西瓦尼亚的专名进行了长期分析后，认为语言学证据足以证明Bulaq人的存在。

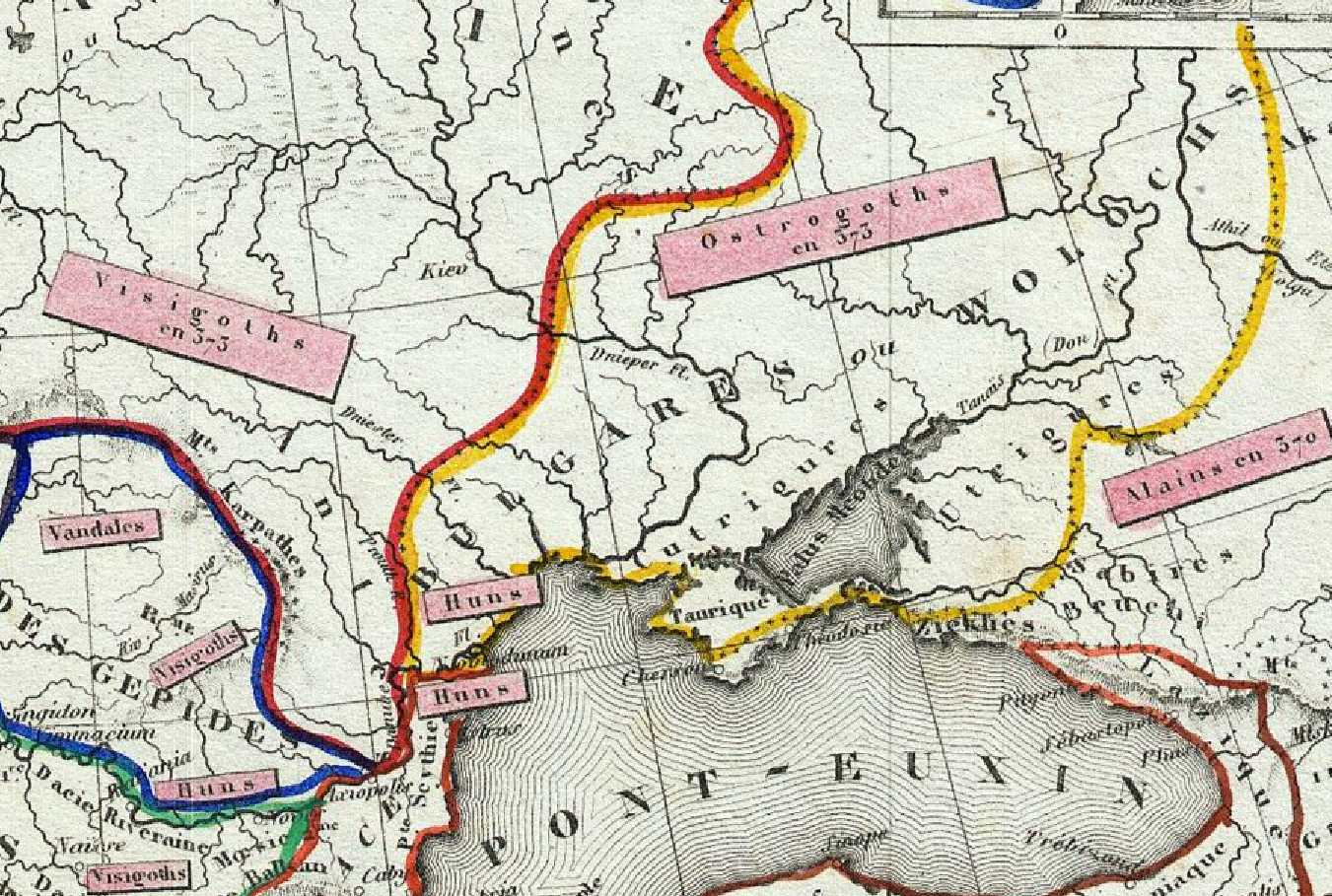
5世纪末Auguste Dufour的地图。Wolochi人位于黄色边框区域。

Anonymus在提到Blac人和宝儿家人时使用了连词（Bulgarii et Blachii），暗示他们有联系。Bulaq人和保加尔人都是突厥族群。
György Bodor称，有文献（1225）证实特兰西瓦尼亚Bulaq人与其他许多边疆民族一起被塞凯伊人同化。
György Györffy在著作《Az Árpád-kori Magyarország Történeti Földrajza》第二卷中写道：“关于Blak人的种族，蒙古方资料可以证明他们谈论的是突厥Blak人、Ulaq人。”

### 批评
据罗马尼亚史学家Victor Spinei认为，除了Blaci和Bulaq人这两个词在词源和历史学上的差异之外，没有任何历史或考古迹象表明Bulaq人可能向潘诺尼亚平原迁徙。此外，也无法解释如此微不足道的人口是如何在远离原籍地几百年时间里未被同化的。László Makkai写道，虽然“有人猜测Anonymus所说的Blak人就是中世纪文献提到的同名突厥人，但这假设经不起学界的检验。”István Vásáry指出，Rásonyi试图证明特兰西瓦尼亚的人不是弗拉赫人，而是与弗拉赫人混合了的Bulaq人。他说“就一词而言，我们不得不得出结论，它是用来指弗拉赫人的。”